# Hilbertruimte

Hilbert-ruimten kunnen worden gebruikt om de harmonische reeksen van trillende snaren te bestuderen.

In de functionaalanalyse, een deelgebied van de wiskunde, is een hilbertruimte, vernoemd naar de Duitse wiskundige David Hilbert, een abstracte reële of complexe vectorruimte die voorzien is van de extra structuur van een inwendig product. Een hilbertruimte is een algemene vorm van het begrip euclidische ruimte en breidt de methoden van de lineaire algebra en de analyse van het tweedimensionale euclidische vlak en de driedimensionale ruimte uit naar ruimten met een eindig of oneindig aantal dimensies.
Hierdoor zijn de begrippen lengte en hoek in een hilbertruimte gedefinieerd en kunnen lengten en hoeken in een hilbertruimte altijd gemeten worden. In aanvulling hierop vereist men verder dat hilbertruimten volledig met betrekking tot de daardoor gedefinieerde norm zijn. Volledigheid houdt in dat een hilbertruimte een voldoende aantal limieten kent, zodanig dat de technieken van de analyse kunnen worden gebruikt in een hilbertruimte.
Hilbertruimten blijken van nature voor te komen in de wiskunde, natuurkunde en de technische wetenschappen, meestal als oneindigdimensionale functieruimten. Vanuit dit gezichtspunt werden de vroegste hilbertruimten in het eerste decennium van de 20e eeuw ook bestudeerd door David Hilbert, Erhard Schmidt en Frigyes Riesz. Hilbertruimten zijn onmisbare hulpmiddelen in de theorieën van partiële differentiaalvergelijkingen, de kwantummechanica, de fourier-analyse (met inbegrip van toepassingen in de signaalverwerking) en de ergodentheorie, die de wiskundige onderbouwing vormt voor de studie van de thermodynamica. John von Neumann bedacht 'hilbertruimte' voor het abstracte begrip dat 'ten grondslag ligt aan veel van deze uiteenlopende toepassingen'. Het succes van de methoden van de hilbertruimte luidde het begin in van een zeer vruchtbare periode voor de functionaalanalyse. Afgezien van de klassieke euclidische ruimten zijn voorbeelden van hilbertruimten ruimtes van kwadratisch integreerbare functies, rijruimten, sobolev-ruimten, bestaande uit veralgemeende functies en hardy-ruimten van holomorfe functies.
Meetkundige intuïtie speelt een belangrijke rol in veel aspecten van de hilbertruimtetheorie. Analoga van de stelling van Pythagoras en de parallellogramwet zijn geldig in een hilbertruimte. Op een dieper niveau spelen loodrechte projecties op een deelruimte (het analogon van het bepalen van de hoogtelijn in een driehoek) een belangrijke rol in optimalisatieproblemen en andere aspecten van de theorie. Een element van een hilbertruimte kan uniek worden bepaald door zijn coördinaten met betrekking tot een verzameling van coördinaatassen (een orthonormale basis), in analogie met cartesiaanse coördinaten in het vlak. Als deze verzameling van coördinatenassen aftelbaar oneindig is, betekent dit dat een hilbertruimte ook beschreven kan worden in termen van oneindige rijen die kwadratisch optelbaar zijn. Lineaire afbeeldingen op een hilbertruimte zijn eveneens vrij concrete objecten: in veel gevallen zijn het transformaties die de ruimte met verschillende factoren in onderling loodrechte richtingen oprekken of inkrimpen in een betekenis die gepreciseerd wordt door het bestuderen van hun spectrum.
Elke hilbertruimte is een banachruimte, maar niet alle banachruimten zijn hilbertruimten. Als een banachruimte een hilbertruimte is, kan men het inwendig product van de hilbertruimte op eenduidige wijze reconstrueren uit de normfunctie.

## Definitie en voorbeelden

### Voorbeeld: euclidische ruimte
Een van de bekendste voorbeelden van een hilbertruimte is de euclidische ruimte, die bestaat uit de driedimensionale vectoren, aangeduid met {\displaystyle \mathbb {R} ^{3}}, en uitgerust met een inwendig product als additionele structuur. Het inwendig product van twee vectoren {\displaystyle x} en {\displaystyle y} is een reëel getal {\displaystyle x\cdot y}, dat voldoet aan de eigenschappen:
1. het is symmetrisch: {\displaystyle x\cdot y=y\cdot x};
2. het is lineair in zijn eerste, en vanwege de symmetrie ook tweede, argument: {\displaystyle (ax_{1}+bx_{2})\cdot y=a\ x_{1}\cdot y+b\ x_{2}\cdot y} voor alle scalairen {\displaystyle a,b} en vectoren {\displaystyle x} en {\displaystyle y};
3. het is positief-definiet: voor alle vectoren {\displaystyle x} is {\displaystyle x\cdot x\geq 0,} met gelijkheid dan en slechts dan als {\displaystyle x=0}.

Als {\displaystyle x} en {\displaystyle y} worden weergegeven in cartesische coördinaten, wordt het inwendig product gedefinieerd door
{\displaystyle (x_{1},x_{2},x_{3})\cdot (y_{1},y_{2},y_{3})=x_{1}y_{1}+x_{2}y_{2}+x_{3}y_{3}}
Elke andere operatie op paren van vectoren die, net als het inwendig product hierboven, voldoet aan deze drie eigenschappen, heet ook (reëel) inwendig product. Een vectorruimte die is uitgerust met een dergelijk inwendig product, staat bekend als een reële inwendig-productruimte. Elke eindigdimensionale inwendig-productruimte is dus een hilbertruimte. Het basiskenmerk van het inwendig product, dat het verbindt met de euclidische meetkunde, is dat het gerelateerd is aan zowel de lengte of norm van een vector, aangeduid door {\displaystyle \|x\|} als aan de hoek {\displaystyle \theta } tussen twee vectoren {\displaystyle x} en {\displaystyle y} volgens de formule
{\displaystyle x\cdot y=\|x\|\,\|y\|\,\cos \theta }
Multivariabele analyse in de euclidische ruimte berust op de mogelijkheid limieten te bepalen en over bruikbare criteria te beschikken om te kunnen concluderen dat limieten bestaan. Een wiskundige reeks
{\displaystyle \sum _{n=0}^{\infty }x_{n}}
van vectoren in de {\displaystyle \mathbb {R} ^{3}}, convergeert absoluut als de som van de lengten als een gewone reeks van reële getallen convergeert, dus als:
{\displaystyle \sum _{k=0}^{\infty }\|x_{k}\|<\infty }
Net als met een reeks van scalairen, convergeert ook een absoluut convergente reeks vectoren naar een limietvector in de euclidische ruimte, in de zin dat er een vector {\displaystyle L} is, zodanig dat:
{\displaystyle \left\|L-\sum _{k=0}^{n}x_{k}\right\|\to 0\quad {\text{als }}n\to \infty }
Deze eigenschap drukt de volledigheid van de euclidische ruimte uit: een reeks die absoluut convergeert, convergeert ook in normale zin. Anders geformuleerd: iedere cauchyrij is convergent.

### Definitie
Een hilbertruimte {\displaystyle H} is een reële of complexe vectorruimte voorzien van een inwendig product, die tevens een volledige metrische ruimte is met betrekking tot de door het inwendig product geïnduceerde norm. Dat wil zeggen dat elke cauchyrij in {\displaystyle H} convergent is, dus een limiet in {\displaystyle H} heeft.
De door het inwendig product {\displaystyle \langle \cdot ,\cdot \rangle } geïnduceerde norm wordt gedefinieerd als de reëelwaardige functie
{\displaystyle \|x\|={\sqrt {\langle x,x\rangle }}}
en de afstand tussen twee punten {\displaystyle x} en {\displaystyle y} in {\displaystyle H} wordt in termen van de norm gedefinieerd als
{\displaystyle d(x,y)=\|x-y\|}
Ten opzichte van een op deze manier gedefinieerde afstandsfunctie is elke ruimte met een inwendig product een metrische ruimte. Zo'n inwendig-productruimte staat soms bekend als een prehilbertruimte. Een prehilbertruimte wordt pas een hilbertruimte, indien zij in aanvulling daarop ook volledig is. Volledigheid wordt uitgedrukt door gebruik te maken van het cauchycriterium voor reeksen in {\displaystyle H}: een prehilbertruimte {\displaystyle H} is volledig als iedere cauchyrij in deze ruimte een limiet heeft, waarnaar de rij convergeert.
Volledigheid kan worden gekarakteriseerd door de volgende gelijkwaardige conditie: als een reeks van vectoren {\displaystyle \sum _{k=0}^{\infty }u_{k}} absoluut convergeert in de zin dat
{\displaystyle \sum _{k=0}^{\infty }\|u_{k}\|<\infty },
dan convergeert de reeks in {\displaystyle H}, in de zin dat de partiële sommen naar een element van {\displaystyle H} convergeren.
Hilbertruimten zijn, omdat het volledige genormeerde ruimte zijn, per definitie ook banachruimten. Als zodanig zijn zij topologische vectorruimten, waardoor de begrippen die in de topologie zijn gedefinieerd, zoals de eigenschappen openh en gesloten van deelverzamelingen, ook in hilbertruimten goed zijn gedefinieerd. Van bijzonder belang is de gesloten lineaire deelruimte van een hilbertruimte die, met het inwendig product geïnduceerd door een restrictie, ook volledig is, te weten een gesloten verzameling in een volledige metrische ruimte, dus op zich ook een hilbertruimte.

### Tweede voorbeeld: rijruimten
De rijruimte {\displaystyle \ell ^{2}} bestaat uit alle oneindige rijen {\displaystyle z=(z_{1},z_{2},\dots )} van complexe getallen zodanig dat de reeksen
{\displaystyle \sum _{n=1}^{\infty }|z_{n}|^{2}}
convergeren. Het inwendig product van {\displaystyle \ell ^{2}} wordt gedefinieerd door
{\displaystyle \langle z,w\rangle =\sum _{n=1}^{\infty }z_{n}{\overline {w_{n}}}},
waarvan het bestaan gegarandeerd is doordat de laatste reeks convergeert op grond van de ongelijkheid van Cauchy-Schwarz.
De ruimte is volledig, aangezien een (in norm) absoluut convergente reeks van elementen uit {\displaystyle \ell ^{2}} convergeert naar een element van {\displaystyle \ell ^{2}}. Het bewijs is elementair in de wiskundige analyse, en laat zien dat reeksen van elementen uit de ruimte op dezelfde manier behandeld kunnen worden als een reeks van complexe getallen of als vectoren in een eindigdimensionale euclidische ruimte.

## Geschiedenis

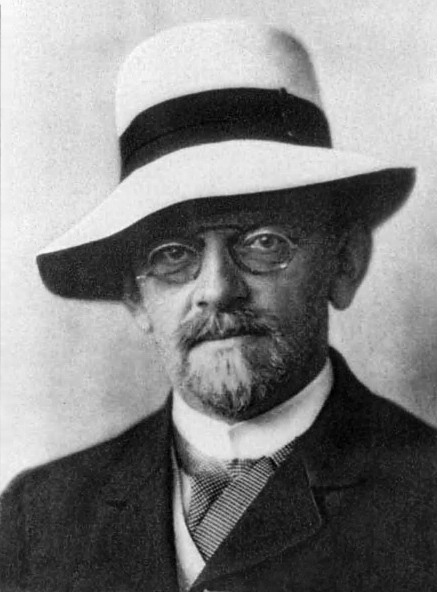
David Hilbert

Voorafgaand aan de ontwikkeling van hilbertruimten waren er al andere generalisaties van euclidische ruimten bekend bij wis- en natuurkundigen. Met name het idee van een abstracte lineaire ruimte had aan het einde van de 19e eeuw ingang gevonden Een abstracte vectorruimte is een ruimte, waarvan de elementen bij elkaar kunnen worden opgeteld en vermenigvuldigd kunnen worden met scalaire waarden (zoals reële- of complexe getallen), zonder deze elementen noodzakelijkerwijs te identificeren met vectoren, zoals positie- en impulsvectoren in natuurkundige systemen.
Andere soortgelijke structuren die door wiskundigen aan het begin van de 20e eeuw reeds werden bestudeerd, waren onder meer ruimten van rijen, met inbegrip van reeksen, en functieruimten, Deze ruimten kunnen op natuurlijke wijze worden beschouwd als lineaire ruimten. Functies kunnen bijvoorbeeld bij elkaar worden opgeteld of vermenigvuldigd worden met scalairen. Deze operaties voldoen aan dezelfde algebraïsche wetten die gelden voor optelling en scalaire vermenigvuldiging van ruimtelijke vectoren.
In het eerste decennium van de 20e eeuw hebben parallelle ontwikkelingen tot de introductie van hilbertruimten geleid. De eerste van deze was de constatering die naar voren kwam tijdens de studie van David Hilbert en Erhard Schmidt naar integraalvergelijkingen, dat twee reëelwaardige kwadratisch integreerbare functies {\displaystyle f} en {\displaystyle g} op een interval {\displaystyle [a,b]} een inwendig product
{\displaystyle \langle f,g\rangle =\int _{a}^{b}f(x)g(x)\,\mathrm {d} x}
hebben, dat veel van de bekende eigenschappen van het euclidische inwendig product heeft. Met name het idee van een familie van orthogonale functies is van betekenis. Schmidt maakte gebruik van de overeenkomst van dit inwendig product met het gebruikelijke inwendig product om een analogon te bewijzen van de spectrale decompositie voor een operator van de vorm
{\displaystyle f(x)\mapsto \int _{a}^{b}K(x,y)f(y)\,\mathrm {d} y}
waarin {\displaystyle K} een continue functie is die symmetrisch is in {\displaystyle x} en {\displaystyle y}. De resulterende eigenfunctie-expansie drukt de functie {\displaystyle K} uit als een reeks van de vorm
{\displaystyle K(x,y)=\sum _{n}\lambda _{n}\varphi _{n}(x)\varphi _{n}(y)}
waarin de functies {\displaystyle \varphi _{n}} een orthogonale familie vormen, in de zin dat {\displaystyle \langle \varphi _{m},\varphi _{n}\rangle =0} voor alle {\displaystyle n\neq m}. Er zijn echter eigenfunctie-ontwikkelingen die niet op een geschikte wijze naar kwadratisch integreerbare functies convergeren, als gevolg van de onvolledigheid waardoor convergentie niet gewaarborgd is.
De tweede ontwikkeling was de lebesgue-integraal, een alternatief voor de riemannintegraal, die in 1904 werd geïntroduceerd door Henri Lebesgue. De lebesgue-integraal maakte het mogelijk om een veel ruimere klasse van functies te integreren. In 1907 toonden Frigyes Riesz en Ernst Sigismund Fischer onafhankelijk van elkaar aan dat de ruimte {\displaystyle L^{2}} van kwadratische lebesgue-integreerbare functies een volledige metrische ruimte is. Als gevolg van het samenspel tussen de meetkunde en de volledigheid, werden de 19e-eeuwse resultaten van Joseph Fourier, Friedrich Bessel en Marc-Antoine Parseval over goniometrische reeksen gemakkelijk overgedragen naar algemenere ruimten, wat resulteerde in het meetkundige en analytische gereedschap dat nu bekendstaat als de stelling van Riesz-Fischer.
Verdere fundamentele resultaten werden in het begin van de 20e eeuw bewezen. Zo werd bijvoorbeeld de representatiestelling van Riesz in 1907 onafhankelijk van elkaar zowel door Maurice Fréchet als door Frigyes Riesz gevonden. John von Neumann bedacht 'abstracte hilbertruimte' in zijn werk over onbegrensde hermitische operatoren. Hoewel andere wiskundigen, zoals Hermann Weyl en Norbert Wiener reeds in groot detail een aantal bijzondere hilbertruimten hadden bestudeerd - vaak gemotiveerd vanuit de natuurkunde - was John von Neumann de eerste die een volledige en axiomatische behandeling van de hilbertruimten gaf. Von Neumann gebruikte de hilbertruimten voor zijn baanbrekende werk over de fundamenten van de kwantummechanica, en in zijn verdere werk met Eugene Wigner. De naam "hilbertruimte" werd al snel door anderen overgenomen, zoals door Hermann Weyl in zijn boek over kwantummechanica en groepentheorie.
De betekenis van het begrip hilbertruimte werd onderstreept met het besef dat hilbertruimten een van de beste wiskundige formuleringen van de kwantummechanica mogelijk maakt In het kort zijn de toestanden van een kwantummechanisch systeem vectoren in een bepaalde hilbertruimte, zijn de waarnemingen de hermitische operatoren op die ruimte, zijn de symmetrieën van het systeem de unitaire operatoren en zijn de metingen orthogonale projecties. De relatie tussen kwantummechanische symmetrieën en unitaire operatoren vormde een belangrijke impuls voor de ontwikkeling van de unitaire representatietheorie van groepen, die in 1928 werd ingezet met het werk van Hermann Weyl. Aan de andere kant werd in de vroege jaren 1930 duidelijk dat bepaalde eigenschappen van de klassieke dynamische systemen in het raamwerk van de ergodische theorie kunnen worden geanalyseerd met behulp van hilbertruimten.
De algebra van observabelen in de kwantummechanica is op natuurlijke wijze een algebra van operatoren die gedefinieerd zijn op een hilbertruimte, volgens Werner Heisenbergs matrixmechanische formulering van de kwantumtheorie. Von Neumann begon zijn onderzoek naar operator-algebra's, als ringen van operatoren op een hilbertruimte, in de jaren 1930. Het soort algebra's die bestudeerd werden door von Neumann en zijn tijdgenoten, staat nu bekend als von Neumann-algebra's. In de jaren 1940 gaven Israel Gelfand, Mark Naimark en Irving Segal een definitie van een soort operatoralgebra's die C*-algebra's werden genoemd. Aan de ene kant kennen C*-algebra's geen verwijzing naar een onderliggende hilbertruimte, aan de andere kant extrapoleren C*-algebra's veel van de bruikbare functies van de operator-algebra's die eerder waren onderzocht. De spectraalstelling voor zelf-toegevoegde operatoren, die in het bijzonder ten grondslag lag aan veel van de bestaande hilbertruimte-theorie, werd gegeneraliseerd naar C*-algebra's. Deze technieken zijn nu fundamenteel in de abstracte harmonische analyse en de representatietheorie.

## Dimensie
Eindigdimensionale hilbertruimten waren al uitgebreid bestudeerd voor de naam hilbertruimte ter sprake kwam - dit is de studie van de gewone euclidische meetkunde met afstand en loodrechte stand in {\displaystyle n} dimensies. Het interessante is nu juist, dat de begrippen afstand en loodrechte stand perfect hanteerbaar blijven in een oneindigdimensionale ruimte. Onder meer in de fourieranalyse is het nuttig te kunnen spreken van orthogonale functies.
Als een hilbertruimte topologisch separabel is, dan heeft ze een schauderbasis. Dat is een stel onderling loodrechte eenheidsvectoren zodat iedere willekeurige vector op unieke wijze geschreven kan worden als (eventueel oneindige) lineaire combinatie ervan. Een fourierreeks is een voorbeeld van zo'n oneindige lineaire combinatie.
Alle separabele hilbertruimten over hetzelfde getallenlichaam en met dezelfde dimensie, zijn onderling equivalent. Dat wil zeggen dat er een omkeerbare lineaire isometrie bestaat. Om die reden wordt vaak, lichtjes onnauwkeurig, over "de" hilbertruimte gesproken. Het gaat dan om de,
op isometrie na unieke, oneindigdimensionale separabele hilbertruimte over de complexe getallen.

## Voorbeelden

### Lebesgue-ruimten
De belangrijkste voorbeelden van hilbertruimten zijn verzamelingen van kwadratisch integreerbare scalaire functieklassen op een maatruimte (in de zin van de lebesgue-integraal). Het scalair product van twee dergelijke functieklassen wordt gevormd door de integraal van het product van de twee functies. Deze hilbertruimte noemt men lebesgueruimten ({\displaystyle L^{2}}). Lebesgue-ruimten zijn functieruimten, die geassocieerd zijn met maatruimten {\displaystyle (X,M,\mu )}, waarin {\displaystyle X} een verzameling, {\displaystyle M} een σ-algebra van deelverzamelingen van {\displaystyle X} en {\displaystyle \mu } een aftelbare additieve maat op {\displaystyle M} is. Laat {\displaystyle L^{2}(X,\mu )} de ruimte van deze complexwaardige meetbare functies op {\displaystyle X} zijn, waarvoor de lebesgue-integraal van het kwadraat van de absolute waarde van de functie eindig is, en waar functies dan en slechts dan worden geïdentificeerd als zij slechts op een verzameling van maat 0 verschillen.
Het inwendig product van functies {\displaystyle f} en {\displaystyle g} in {\displaystyle L^{2}(X,\mu )} wordt dan gedefinieerd als
{\displaystyle \langle f,g\rangle =\int _{X}f(t){\overline {g(t)}}\,\mathrm {d} \mu (t)}
Deze integraal bestaat, en de resulterende ruimte is volledig. De lebesgue-integraal is essentieel om volledigheid te garanderen: op domeinen van reële getallen zijn bijvoorbeeld niet genoeg functies riemannintegreerbaar.
De oorspronkelijke ruimte die David Hilbert bestudeerde, was de verzameling {\displaystyle l^{2}} der kwadratisch sommeerbare oneindige rijen {\displaystyle (a_{0},a_{1},a_{2},\ldots )}, met als scalair product de reekssom van de termsgewijze producten. Dit is een bijzonder geval van hogergenoemde klasse voorbeelden door de verzameling der natuurlijke getallen uit te rusten met de telmaat.

### Sobolevruimten
Sobolev-ruimten, aangeduid door {\displaystyle H^{s}} of {\displaystyle W^{s,2}}, zijn hilbertruimten. Sobolovruimten zijn een speciaal soort functieruimten, waarin de differentiatie kan worden uitgevoerd, maar die (in tegenstelling tot andere banachruimten, zoals hölderruimten) de structuur van een inwendig product ondersteunen. Omdat differentiatie is toegestaan vormen sobolevruimten een passende omgeving voor de theorie van de partiële differentiaalvergelijkingen. Zij vormen ook de basis voor de theorie van directe methoden in de variatierekening.

## Toepassingen
Veel van de toepassingen van hilbertruimten maken gebruik van het feit dat hilbertruimten veralgemeningen toelaten van eenvoudige meetkundige concepten, zoals projectie en verandering van basis van hun eindig-dimensionale setting. In het bijzonder de spectraaltheorie van continue zelftoegevoegde lineaire operatoren op een hilbertruimte veralgemeent de gebruikelijke spectrale decompositie van een matrix. Dit speelt vaak een belangrijke rol in toepassingen van de theorie in andere gebieden van de wiskunde en de natuurkunde.

### Sturm–Liouville-theorie

De boventonen van een vibrerende snaar. Dit zijn eigenfuncties van een geassocieerd sturm–liouvillevraagstuk. De eigenwaardes 1,1/2,1/3,… vormen de (muzikale) harmonische reeksen.

In de theorie van de gewone differentiaalvergelijkingen, worden spectrale methoden op een geschikte hilbertruimte gebruikt om het gedrag van eigenwaarden en eigenfunctie van differentiaalvergelijkingen te bestuderen. De sturm-liouvilletheorie houdt zich bijvoorbeeld bezig met de studie van de harmonische reeksen van golven in een vioolsnaar of een trommel, wat een belangrijk probleem is, waarvoor gewone differentiaalvergelijkingen worden gebruikt Het probleem kan gesteld worden in een differentiaalvergelijking van de vorm
{\displaystyle -{\frac {\mathrm {d} }{\mathrm {d} x}}\left[p(x){\frac {\mathrm {d} y}{\mathrm {d} x}}\right]+q(x)y=\lambda w(x)y}
voor een onbekende functie {\displaystyle y} op een interval {\displaystyle {a,b}}, die voldoet aan algemene homogene robin-grenscondities
{\displaystyle {\begin{cases}\alpha y(a)+\alpha 'y'(a)=0\\\beta y(b)+\beta 'y'(b)=0.\end{cases}}}
De functies {\displaystyle p,q} en {\displaystyle w} zijn bij voorbaat gegeven, en het probleem is het vinden van de functie {\displaystyle y} en constanten {\displaystyle \lambda } waarvoor de vergelijking een oplossing heeft. Het probleem heeft alleen oplossingen voor bepaalde waarden van {\displaystyle \lambda }, die eigenwaarden van het systeem worden genoemd, en dit is een gevolg van de spectraalstelling voor compacte operatoren toegepast op de integraaloperator, die wordt gedefinieerd door de greense functie voor het systeem. Overigens is een ander gevolg van dit algemene resultaat dat de eigenwaarden {\displaystyle \lambda } van het systeem kunnen worden opgesteld in een toenemende rij die naar oneindige neigt.

### Fourieranalyse
De fourieranalyse is elegant en eenvoudig te formuleren in termen van scalaire producten en
schauderbasissen. Hilbert zelf bestudeerde deze ruimten aanvankelijk om integraalvergelijkingen beter te begrijpen.

### Kwantummechanica

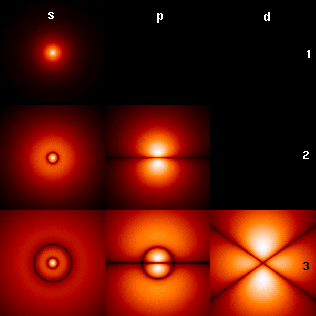
De orbitalen van een elektron in een waterstofatoom zijn eigenfuncties van de energie.

Achteraf bleek het begrip hilbertruimte fundamenteel voor de axiomatische opbouw van de kwantummechanica. Met name de diracnotatie leidt op natuurlijke wijze tot een inproduct en dus een prehilbertruimte. Volledigheid volgt uit de wens om ook limieten van kwantummechanische toestanden in het model op te nemen. De naam hilbertruimte komt uit de kwantummechanische literatuur en schijnt voor het eerst gebruikt te zijn door John von Neumann.
In de wiskundig strikte formulering van de kwantummechanica, ontwikkeld door Paul Dirac en John von Neumann werden de mogelijke toestanden (meer precies, de zuivere toestanden) van een kwantummechanisch systeem vertegenwoordigd door eenheidsvectoren, die toestandsvectoren worden genoemd, in een complexe separabele hilbertruimte, die bekendstaat als de toestandsruimte. Deze toestandsvectoren zijn uniek gedefinieerd op een complex getal van norm 1 na, de fase-factor. Met andere woorden, de mogelijke toestanden zijn punten in de projectivisatie van een hilbertruimte, meestal aangeduid als de complexe projectieve ruimte. De exacte aard van deze hilbertruimte is afhankelijk van het systeem, bijvoorbeeld de positie- en impulstoestanden voor een enkel niet-relativistisch spin-nul deeltje is de ruimte van alle kwadraat-integreerbare functies, terwijl de toestanden voor de spin van een enkel proton eenheidselementen zijn van de twee-dimensionale complexe hilbertruimte van spinoren. Elke observabele wordt weergegeven door een zelfgeconjugeerde lineaire operator, die werkt op de toestandsruimte. Elke eigentoestand van een observabele correspondeert met een eigenvector van de operator, en de geassocieerde eigenwaarde correspondeert met de waarde van de observabele in deze eigentoestand.
De tijdsevolutie van een kwantumtoestand wordt beschreven door de schrödingervergelijking, waarin de hamiltoniaan, de operator die correspondeert met de totale energie van het systeem, een tijdsevolutie genereert.
Het inwendig product tussen twee toestandsvectoren is een complex getal dat bekendstaat als een waarschijnlijkheidsamplitude. Tijdens een ideale meting aan een kwantummechanisch systeem, wordt de waarschijnlijkheid dat dit systeem van een gegeven initiële toestand instort tot een bepaalde eigentoestand gegeven door het kwadraat van de absolute waarde van de waarschijnlijkheidsamplitudes tussen de initïele en de eindtoestand. De mogelijke resultaten van een meting zijn de eigenwaarden van de operator; wat de keuze van zelftoegevoegde operatoren verklaart, aangezien alle eigenwaarden reëel moeten zijn. De kansverdeling van een observabele in een gegeven toestand kan worden gevonden door de spectrale decompositie van de operator te berekenen.
Voor een algemeen systeem zijn toestanden meestal niet zuiver, in plaats daarvan worden toestanden gerepresenteerd door een statistisch mengsels van zuivere toestanden of gemengde toestanden, gegeven door dichtheidsmatrices: zelftoegevoegde operatoren van spoor één op een hilbertruimte. Bovendien kunnen voor algemene kwantummechanische systemen de effecten van een enkele meting andere delen van een systeem op een manier beïnvloeden, die wordt beschreven door een positieve operator gewaardeerde waarschijnlijkheidamplitude. In de algemene theorie zijn dus zowel de structuur van de toestanden als van de observabelen aanzienlijk gecompliceerder dan de idealisering die voor zuivere toestanden gehanteerd wordt.
Heisenbergs onzekerheidsprincipe wordt vertegenwoordigd door de bewering dat de operatoren, die met zekere observabelen corresponderen, niet commutatief zijn en geeft een specifieke vorm aan, waar de commutator aan moet voldoen.

## Voetnoten
1. ↑  Marsden, Jerrold E., Elementary Classical Analysis, W. H. Freeman and Company, San Francisco 1974. loc=§2.8, elders gratis pdf beschikbaar
2. ↑  Het wiskundige materiaal in dit artikel kan in elk goed tekstboek over functionaalanalyse worden gevonden, zoals Dieudonné, Jean, Foundations of Modern Analysis, uitgebreide en verbeterde druk, Academic Press 1969 of Rudin, Walter, Functional Analysis, Mc Graw-Hill, 2de uitgave 1991.
3. ↑  Dieudonné, 1969. loc=§6.2
4. ↑  Dieudonné, 1969
5. ↑  Dit kwam grotendeels voort uit het werk van Hermann Grassmann, dat onder de aandacht werd gebracht door August Ferdinand Möbius (Boyer en Merzbach, 1991, pag. 584-586). De eerste moderne axiomatische behandeling van abstracte vectorruimten was afkomstig van Giuseppe Peano (1888) (Grattan-Guinness, (2000, loc §5.2.2); (O'Connor, Robertson (1996}.
6. ↑  Een gedetailleerde beschrijving van de geschiedenis van hilbertruimten kan worden gevonden in de "Note historique" van Nicolas Bourbaki, Eléments de mathématique: espaces vectoriels topologiques chapitres 1 à 5, Masson 1981.
7. ↑  Schmidt (1908)
8. ↑  Titchmarsh (1946) loc=§IX.1
9. ↑  Lebesgue (1904). Nadere bijzonderheden over de geschiedenis van de integratietheorie kan worden gevonden in (Bourbaki (1987)) en (Saks (2005)).
10. ↑  Bourbaki (1987).
11. ↑  Dunford, Schwartz (1958), loc=§IV.16
12. ↑  Dunford, Schwartz (1958) loc §IV.16, het resultaat dat elke lineaire functionaal op {\displaystyle L^{2}[0,1]} wordt weergegeven door integratie wordt gezamenlijk wordt toegeschreven aan (Fréchet (1907) en Riesz (1907 )). Het algemeen resultaat, dat de duale van een hilbertruimte wordt geïdentificeerd met de hilbertruimte zelf, kan worden gevonden in (Riesz (1934)).
13. ↑  von Neumann (1929.
14. ↑  Kline (1972, pag. 1092))
15. ↑  Hilbert,Nordheim,von Neumann (1927).
16. 1 2  Weyl (1931).
17. ↑  Prugovečki (1981), pag 1-10.
18. ↑  von Neumann (1932)
19. ↑  Halmos (1957), Sectie 42.
20. ↑  Hewitt, Stromberg (1965).
21. ↑  Young(1987) loc=Hoofdstuk 9.
22. ↑  De eigenwaarden van de Fredholm-kernel zijn {\displaystyle 1/\lambda }, wat meestal naar nul tendeert.
23. ↑  Dirac (1930)
24. ↑  von Neumann (1955)